# Stor-Kvasjön
Stor-Kvasjön är en sjö i Robertsfors kommun i Västerbotten och ingår i Dalkarlsån-Sävaråns kustområde.